# إدي برامبيلا
إدي برامبيلا (بالإسبانية: Edy Brambila)‏ (15 يناير 1986 في المكسيك - ) هو لاعب كرة قدم مكسيكي في مركز الهجوم. لعب مع كلوب ليون ونادي أطلس ونادي باتشوكا ونادي تولوكا.

## روابط خارجية
- إدي برامبيلا على موقع الاتحاد الدولي (مؤرشف)  (الإنجليزية)
- إدي برامبيلا على موقع قاعدة بيانات كرة القدم.إي يو (الإنجليزية)
- إدي برامبيلا على موقع Soccerway.com (الإنجليزية)
- إدي برامبيلا على موقع AS.com (الإسبانية)